# Der Tanz (Gemälde)
Der Tanz (La Danse) ist ein Gemälde von Henri Matisse. Matisse malte zwei Versionen vom Tanz. Die erste Fassung des Bildes von 1909 ist heute im Museum of Modern Art (New York) ausgestellt. Die zweite Fassung von 1909/10 befindet sich in der Eremitage (St. Petersburg). Sie war neben dem Gemälde La Musique eine Auftragsarbeit für den Moskauer Geschäftsmann und Kunstsammler Sergei Schtschukin.

## Bildaufbau und Technik
Das Gemälde zeigt fünf Frauen, die nackt auf einem Hügel tanzen. Auf weitere Details verzichtete Matisse. Die Lebensfreude und Dynamik des Tanzes findet sich schon in der Grundkomposition. Die Figuren bilden einen dynamischen, ovalen Kreis. Der klare und reduzierte Aufbau steht im Gegensatz zu dem unruhigen Hügel, dem Horizontverlauf und der Bewegung der Menschen.
Diese reduzierte Aussage wird durch die grobe Darstellung der Frauenakte und der Farbanwendung verstärkt. Matisse greift lediglich auf die Grundtöne Blau, Gelb, Rot und Schwarz zurück. Die „ruhigen“ Farben Grün und Blau verwendet er für den Hintergrund, die Menschen sind in den „aggressiven“ Farben Rot und Gelb gemalt. So entsteht ein Komplementärkontrast.
Die Urfassung Tanz I weist Rosa für die Körper statt Rot auf, Himmelblau statt Ultramarinblau für den Himmel, und Veronesergrün statt Smaragdgrün für den Rasen.
Matisse verzichtete auf eine räumliche Darstellung. Binnen- und Schlagschatten fehlen völlig und die Farbflächen sind mit groben Konturlinien abgegrenzt.

## Bedeutung
Der Tanz gilt als das bekannteste Gemälde von Matisse und als Wendepunkt in dem Werk des Künstlers. Die zeitgenössische Kritik stand dem Werk sehr lange ablehnend gegenüber, heute ist es wegen seiner reduzierten und klaren Aussage äußerst populär.

## Motiv
Der dargestellte Reigen ist ein Motiv, das sich bereits auf dem Bild Le bonheur de vivre (Lebensfreude) von 1905/06 findet, und in Matisse’ Werk als Thema periodisch wiederkehrt. Es geht zurück auf einen Kupferstich vom Ende des 16. Jahrhunderts von Agostino Carracci mit dem Titel Reciproco Amore.

## WandbildDer Tanz

Henri Matisse: Der Tanz, Wandbild 1931/1933, Musée d’art moderne de la Ville de Paris

Henri Matisse: Der Tanz, Wandbild 1932/1933, Barnes Foundation

Unter demselben Namen existiert ein von Albert C. Barnes, einem bedeutenden Sammler moderner Kunst aus Merion, Philadelphia, in Auftrag gegebenes großes Wandbild für die Kunstgalerie seines Wohnhauses. Das Wandbild griff das Motiv der Gemälde in abgewandelter Form wieder auf. Es gibt drei Versionen: Mit der ersten war Matisse nicht zufrieden, die zweite war in den Maßangaben nicht korrekt, die dritte Version wurde im Mai 1933 in Merion installiert und ist seit 2012 bei der Barnes Foundation in Philadelphia ausgestellt. Die Komposition zeigt in ihrer Einfachheit tanzende Frauen in überaus starker Bewegung vor einem abstrakten, fast geometrischen Hintergrund auf drei Tafeln, die eine rhythmische Wellenbewegung nachvollziehen. Bei den Vorarbeiten zum Wandbild wandte Matisse ein neues Verfahren an, indem er die Komposition aus ausgeschnittenen Teilen kolorierten Papiers zusammenfügte. Es handelt sich mit den Maßen von 356,8 × 1432,5 cm um das größte Wandbild, das Matisse je gemalt hat. Die ersten zwei Fassungen werden im Musée d’art moderne in Paris gezeigt.